# Ruili
Ruili (Traditioneel Chinees: 瑞麗市, (Vereenvoudigd Chinees: 瑞丽市, Pinyin: Ruìlì Shì) is een stad in de Chinese provincie Yunnan en heeft ongeveer 110.000 inwoners. Ruili kent een oppervlakte van 860 km². De stad ligt in de Autonome Prefectuur Jingpo. 
De stad ligt vlak bij de grens met Myanmar, aan de weg Kunming - Mandalay. Omdat het pal aan de grens ligt is er veel transitoverkeer en handel, ook van verdovende middelen. Het was de 1e plaats in het land waar HIV is geconstateerd. Het ligt aan een zijrivier van de Irrawaddy.
Een oude naam voor Ruili is Měngmǎo (勐卯); De naam is afgeleid van ruì (betekent "gelukbrengend"), en lì (wat staat voor "schoon").
Meer dan de helft van de bevolking is afkomstig van de diverse minderheden die China rijk is, zoals stamleden van Dai, Jingpo, Deang, Bai, Pumi etc. Ook leeft er een grote groep Han-Chinezen die hier door de overheid min of meer "geplaatst" zijn om het gebied onder controle te houden van de Chinese overheid.

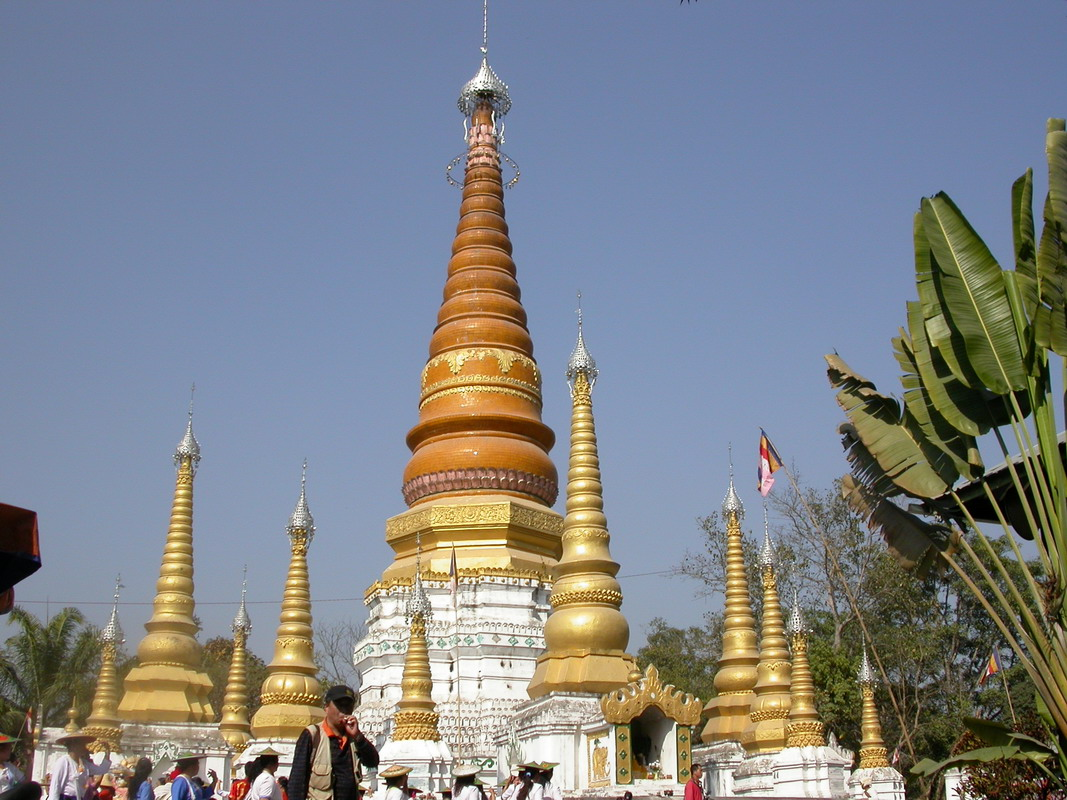
Jiele Pagode